# Яшлык (посёлок)
Яшлы́к — посёлок городского типа в республике Туркменистан. Находится на канале Туркменбаши (ранее Каракумский канал им. В.И. Ленина). До Ашхабада — 35 км. Через город пролегает железная дорога Туркменбашы — Мары — Туркменабад, а также широкополосная автомобильная дорога. В 2004 году в городе был открыт первый бумажный производственный комплекс.